# Nannup Shire
Nannup Shire är en kommun i Western Australia, Australien. Kommunen, som är belägen 280 kilometer söder om Perth, i regionen South West, har en yta på 2 935 kvadratkilometer, och en folkmängd, enligt 2011 års folkräkning, på 1 262. Huvudort är Nannup. Huvuddelen av kustremsan i söder ligger inom D'Entrecasteaux nationalpark.